# Hermanniella gibber
Hermanniella gibber är en kvalsterart som beskrevs av Kulijev 1979. Hermanniella gibber ingår i släktet Hermanniella och familjen Hermanniellidae. Inga underarter finns listade i Catalogue of Life.